# Igreja de San Agustín
O Templo de de San Agustín (popularmente conhecido como a Igreja de San Agustín) é um templo católico de estilo barroco localizado no centro de Salamanca, Guanajuato, México. A construção iniciou-se em 1642, e foi terminada no fim de 1706.

## História

### Fundação

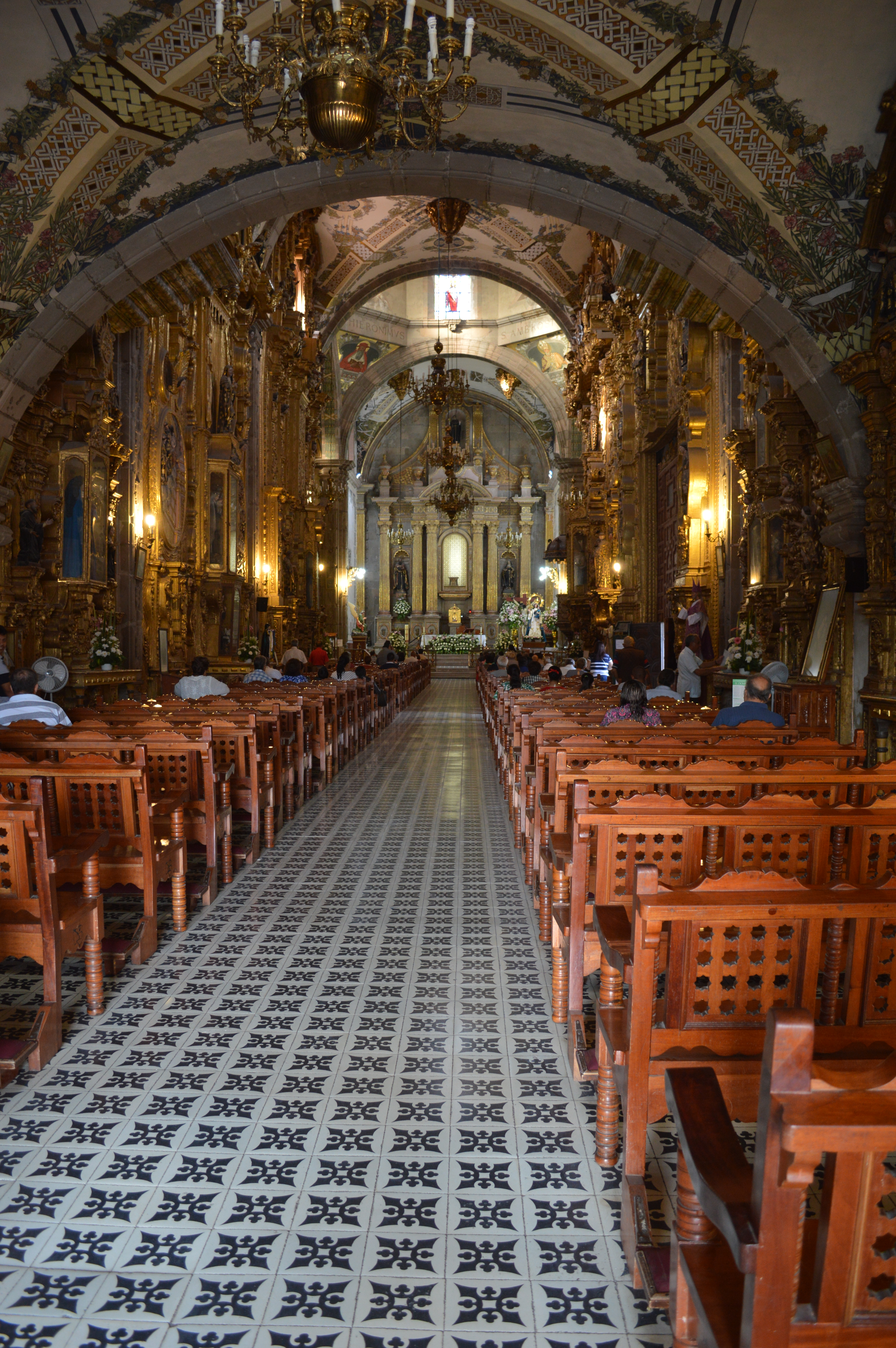
Interior da nave do Templo de San Agustín

O planejamento desse monumento começou em 1609, quando o frei agustino Diego de Ávila obteve a licença de Felipe III para fundar quatro conventos de sua ordem na então província de Michoacán à qual pertencia a "Villa de Salamanca". Os primeiros agustinos e o primeiro padre, Juan de San Nicolás, chegaram a Salamanca em 1615 e desde o início dedicaram a construção a João de Sahagún.

### Construção
Houve três etapas de edificação do templo. A primeira iniciou-se em 1641, quando era padre Miguel de Guevara. É possível que durante essa etapa se tenha erguido a igreja maior com suas torres, bem como o primeiro claustro, dado que a concepção estilística desses elementos revela sua criação no século XVII.
A segunda etapa de construção iniciou-se em 1761 e dentro deste período é possível datar o segundo claustro ou "Claustro Maior" e  os retábulos da nave.
A terceira etapa deu-se durante o século XIX, quando foi desmantelado o Altar Maior e substituído pela construção neoclássica atual. Nesse período, com o desenclausuramento dos religiosos, o convento foi saqueado e degradou-se progressivamente.

## Descrição
A nave do templo compõe-se de quatro partes amplas, de um cruzeiro e de um presbitério, entre os que se acham dispostos onze retábulos diferentes entre os quais se destacam os dedicados a Santa Ana e São José. Este último tem aproximadamente 15 metros de altura e dez de largura.
O desenho dos retábulos considera-se como parte do estilo queretano de meados do século XVIII. Tal como indica Luis Serrano Espinoza, "a similaridade entre os retábulos de Salamanca e os de Santa Rosa de Viterbo, na cidade de Querétaro, é tão evidente que a nave de uma poderia ser uma extensão da outra."

## Galeria de imagens

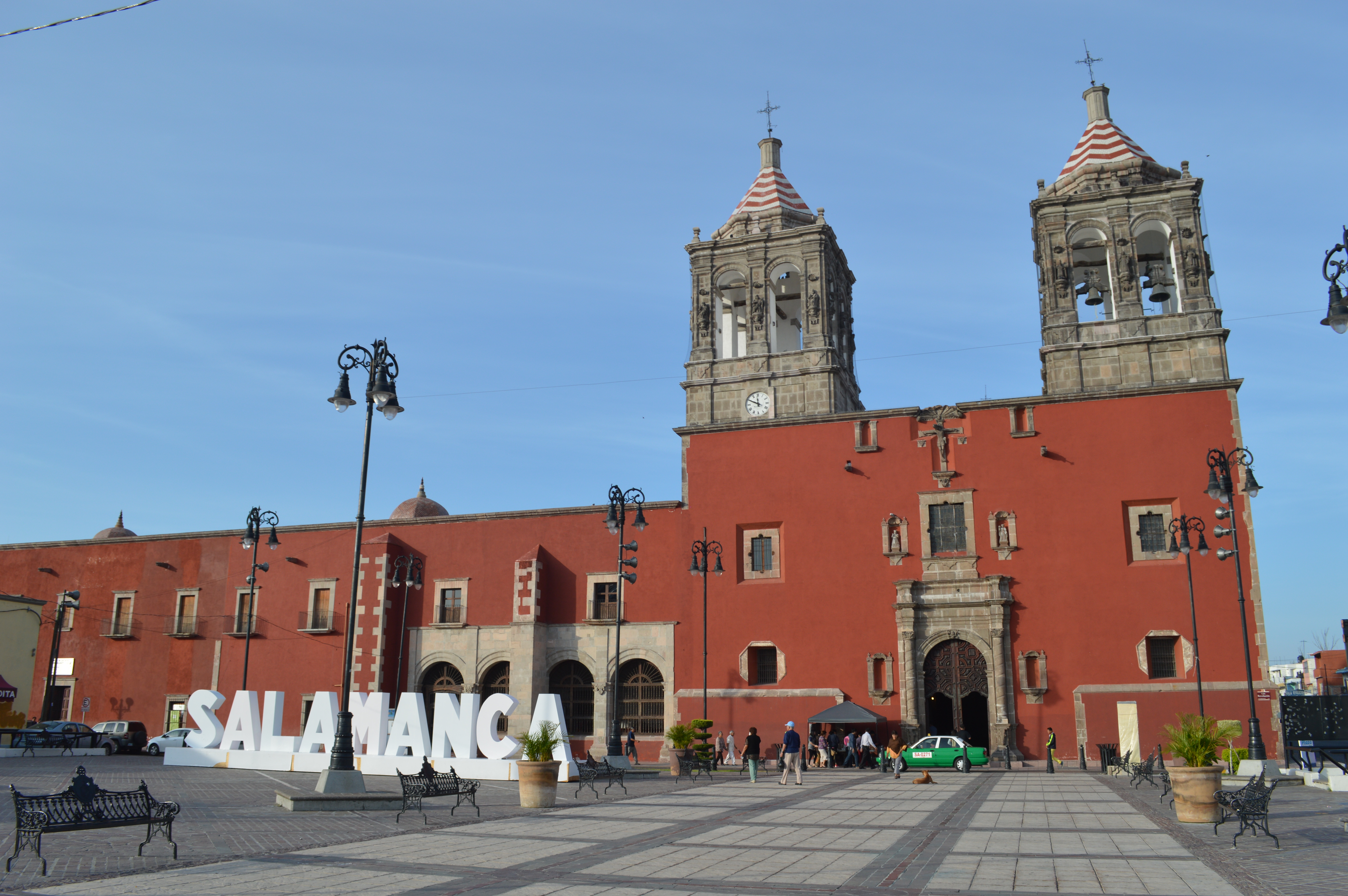
Visão externa
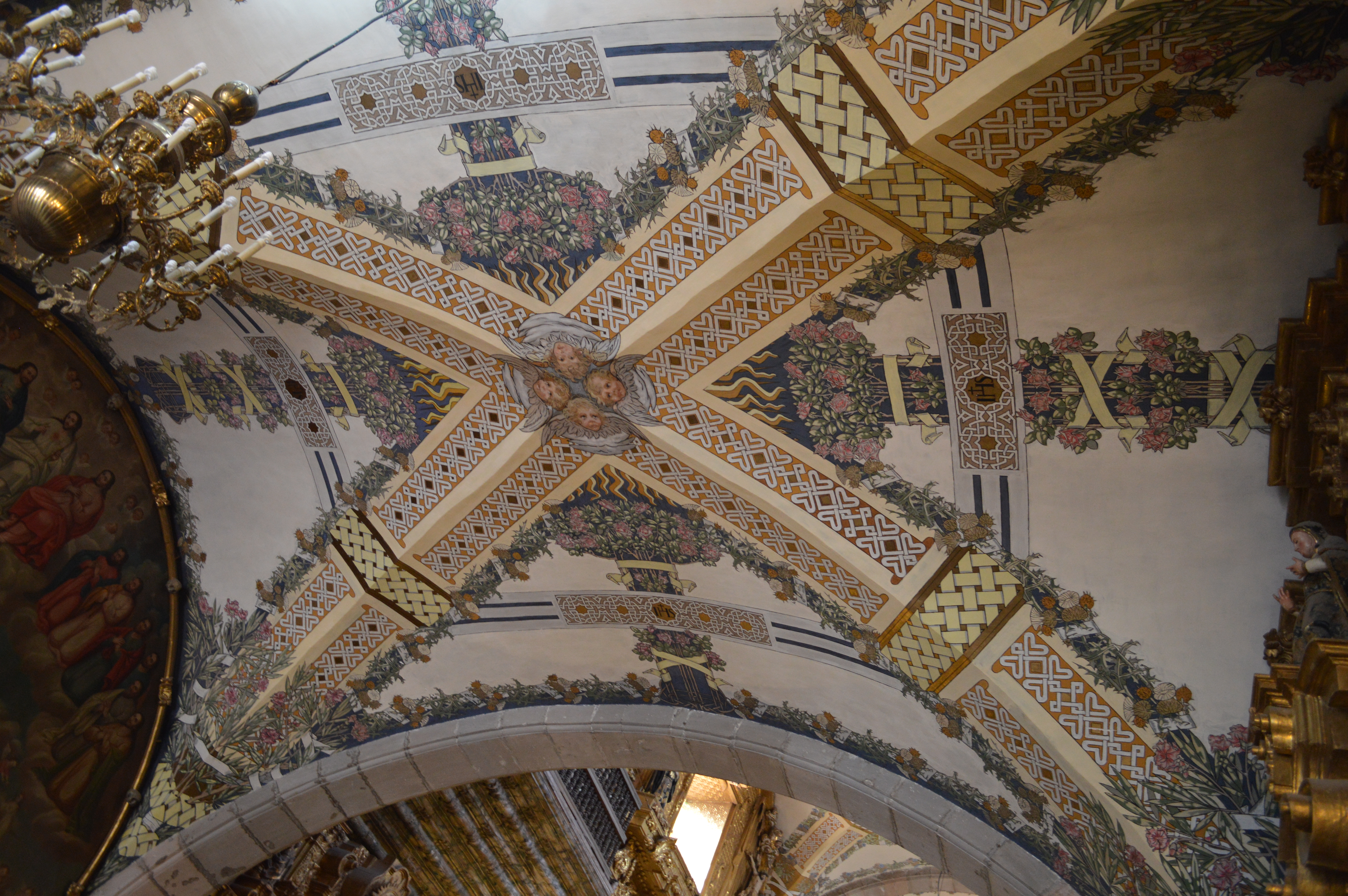
Teto no Templo de San Agustín
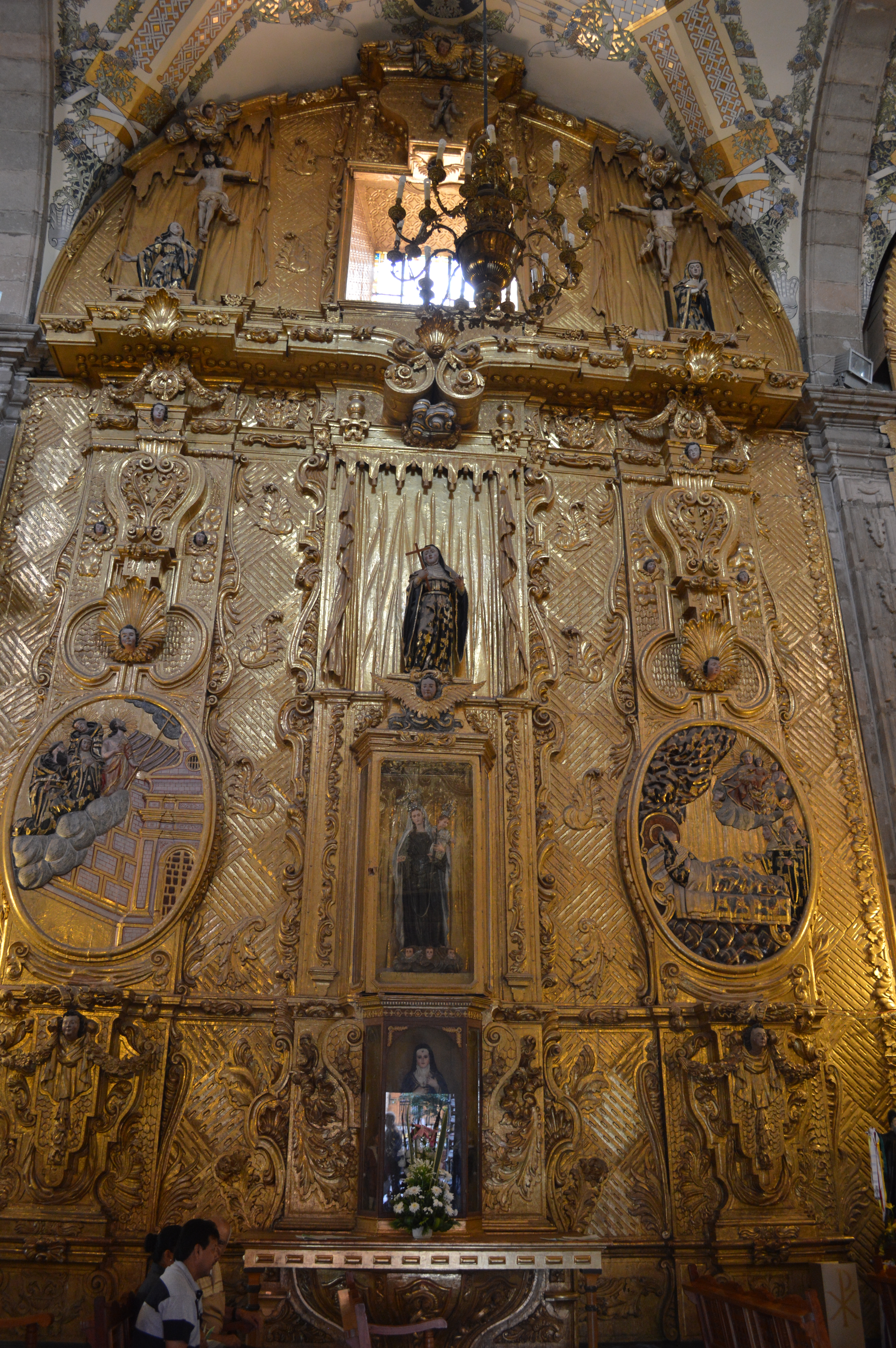
Um dos altares barracos
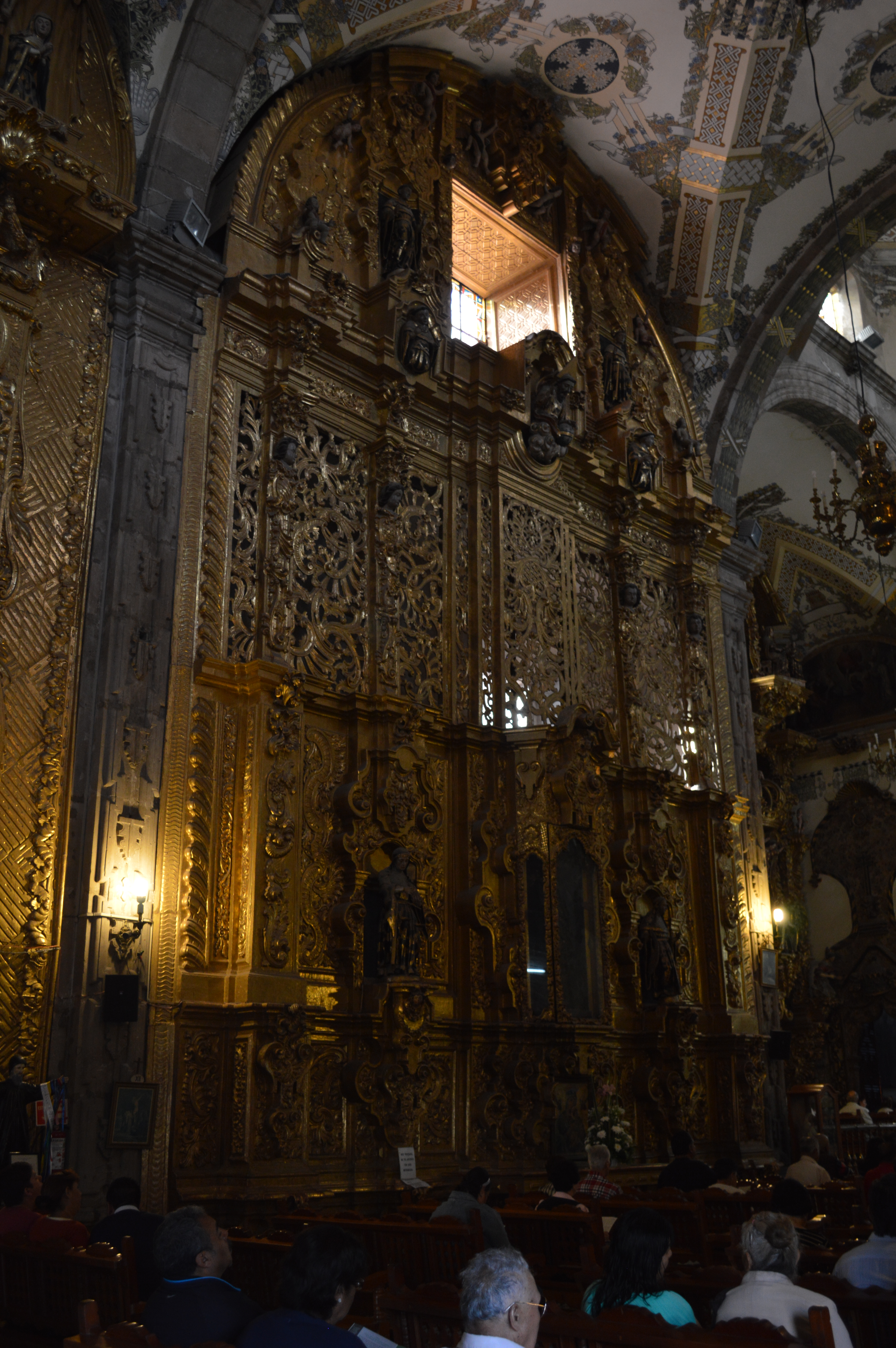
Otro altar, no estilo barroco